# Tetracentrum honessi
Tetracentrum honessi és una espècie de peix pertanyent a la família dels ambàssids.

## Descripció
- Fa 11,5 cm de llargària màxima.
- 8 espines i 10-11 radis tous a l'aleta dorsal.
- 3 espines i 9-11 a l'anal.[6][7]

## Hàbitat
És un peix d'aigua dolça, demersal i de clima tropical (22 °C-26 °C; 8°S-10°S).

## Distribució geogràfica
Es troba a Papua Nova Guinea.

## Observacions
És inofensiu per als humans.